# Vlag van Erpe-Mere
De vlag van Erpe-Mere werd door de gemeenteraad op 13 maart 1980 officieel vastgesteld als de gemeentelijke vlag van de Oost-Vlaamse gemeente Erpe-Mere. Op 2 april 1981 werd hij door het koninklijk besluit bevestigd en uiteindelijk gepubliceerd op 8 mei 1981 in het officiële Belgisch Staatsblad.
Officieel wordt de vlag beschreven als:
Wit met een rode leeuw met voor hem een zwaard van hetzelfde en acht blauwe vijfpuntige sterren cirkelsgewijze eromheen geplaatst.
De vlag is gebaseerd op het gemeentewapen. De sterren vormen een cirkel op de vlag, terwijl ze de rand van het schild op het gemeentewapen volgen.

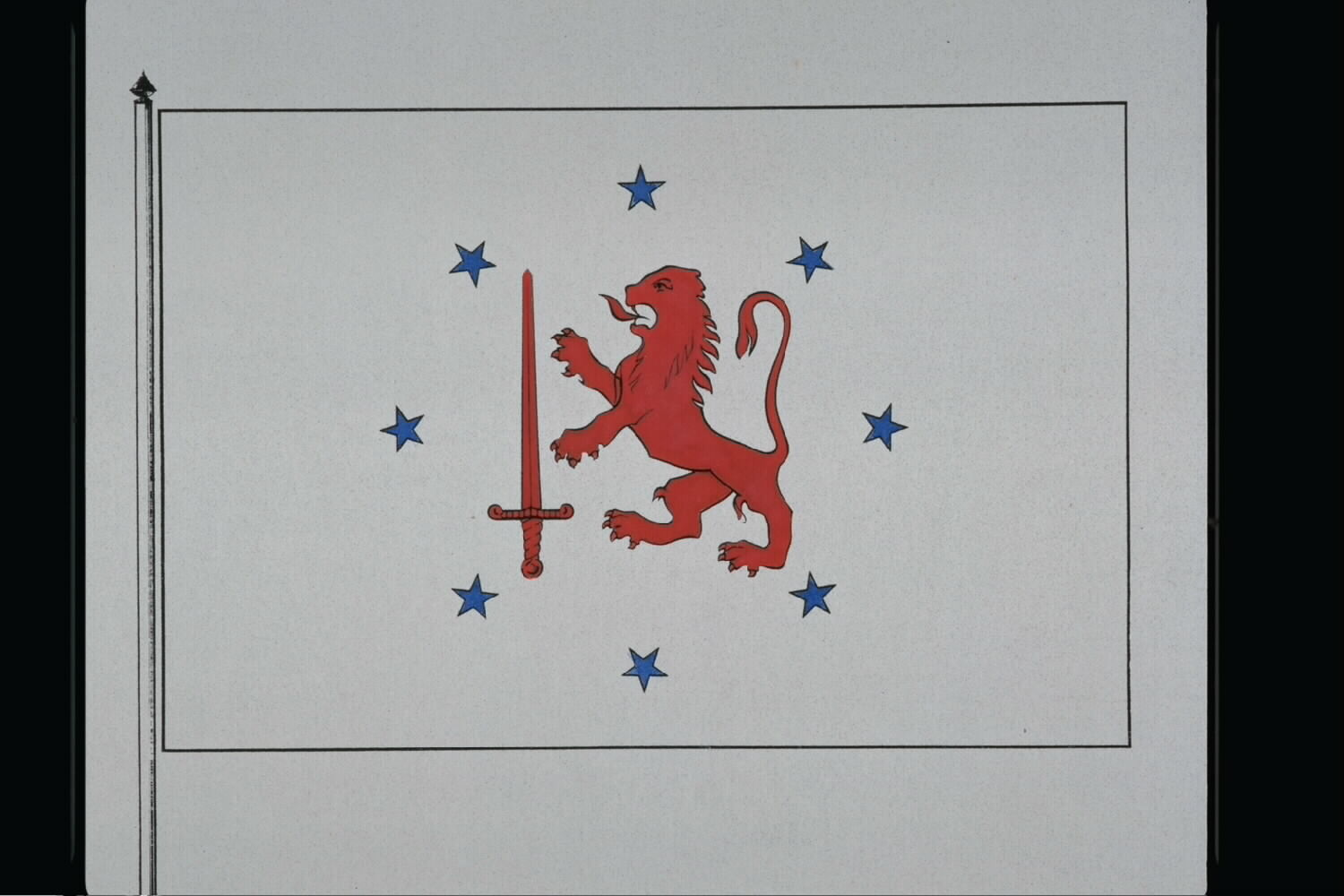
Officiële tekening van de vlag